# Victor Bateman
Victor Bateman es un deportista australiano que compitió en taekwondo. Ganó una medalla de bronce en el Campeonato Mundial de Taekwondo de 1989 y dos medallas de bronce en el Campeonato Asiático de Taekwondo en los años 1984 y 1990.

## Palmarés internacional
| Campeonato Mundial  | Campeonato Mundial   | Campeonato Mundial | Campeonato Mundial |
| Año                 | Lugar                | Medalla            | Categoría          |
| ------------------- | -------------------- | ------------------ | ------------------ |
| 1989                | Seúl (Corea del Sur) | Medalla de bronce  | +83 kg             |
| Campeonato Asiático |                      |                    |                    |
| Año                 | Lugar                | Medalla            | Categoría          |
| 1984                | Manila ()            | Medalla de bronce  | +84 kg             |
| 1990                | Taipéi ( Taiwán)     | Medalla de bronce  | +83 kg             |